# Alexis Alexandrou
Alexīs Alexandrou (in greco: Αλέξης Αλεξάνδρου; 12 luglio 1973) è un ex calciatore cipriota, di ruolo centrocampista.

## Carriera

### Club
Ha giocato nella massima serie cipriota con APOEL Nicosia ed Ethnikos Achnas.

### Nazionale
Nel 1996 ha esordito con la nazionale cipriota, giocando 3 partite fino all'anno successivo.